# Wind Tre
Wind Tre S.p.A., estilitzada com a WINDTRE, és una empresa de telecomunicacions italiana del grup CK Hutchison Holdings, que ofereix serveis de telefonia mòbil i fixa.
Va néixer el 31 de desembre de 2016 de la fusió de dues empreses de telecomunicacions italianes, concretament Wind i 3 Italia, controlades respectivament per VimpelCom i CK Hutchison Holdings.
Des del 7 de setembre de 2018, CK Hutchison Holdings ha estat l'únic accionista de Wind Tre, ja que, després de l'aprovació de la Comissió Europea, el grup de Hong Kong va completar l'adquisició del 50% restant de l'empresa a VEON (anteriorment VimpelCom).
A partir del 2022, és el primer operador mòbil italià per a SIM HUMAN, el tercer després de TIM i Vodafone en total de targetes actives.

## Història
El 31 de desembre de 2016 es va completar el projecte per crear una empresa conjunta a parts iguals entre VimpelCom, propietària de Wind, i CK Hutchison Holdings, propietària de 3 Italia. El projecte preveia la fusió de Wind i 3 Italia en Wind Tre.
El 7 de setembre de 2018, VEON (anteriorment VimpelCom) va vendre la seva participació del 50% a Wind Tre a CK Hutchison Holdings, que es va convertir així en l'únic accionista.
Malgrat la fusió, l'empresa va mantenir actives les marques Wind, 3 Italia i Infostrada (amb l'excepció de Wind Business i 3 Business, que es va convertir en Wind Tre Business el 23 de maig de 2017) fins al 16 de març de 2020, quan l'empresa va iniciar un procés de canvi de marca que va conduir al naixement de les marques unificades Wind Tre, Wind Tre Business i Very Mobile (nascuda el 24 de febrer de 2020 com a operador de xarxa virtual mòbil per competir amb Iliad, ho-mobile i Kena Mobile). Very Mobile va ser el primer MVNO a comercialitzar les seves ofertes també en eSIM i a experimentar amb tecnologies VoLTE i VoWiFi.
A partir de l'agost de 2022, l'empresa va obtenir l'autorització de l'AGCOM per iniciar una col·laboració amb Iliad per compartir 5G en zones rurals amb baixa densitat de població. El gener de 2023 es va completar la creació de l'empresa conjunta Zefiro Net, controlada conjuntament per les dues empreses.
El 2 de febrer de 2024, Wind Tre va signar un acord per a l'adquisició dels actius, inclosa la infraestructura de xarxa, d'OpNet (anteriorment Linkem), que seran adquirits al 100% per Wind Tre juntament amb totes les altres filials, excloent Tessellis (anteriorment Tiscali). L'1 d'agost es va completar la transacció.